# Ванила Нинджа
„Ванила Нинджа“ (на английски: Vanilla Ninja) е естонска дамска поп рок група.
Създадена е през 2002 година. Постига значим успех в Европа (особено в Германия, Австрия и Швейцария). Групата може да се похвали с 4 издадени албума, златни и платинени тиражи, многобройни награди, номинации и участия в конкурси. Смятана за едно от най-забележителните музикални явления в началото на XXI век, Ванила Нинджа става символ на красота, талант и изискан стил на обличане. Славата ѝ надхвърля границите на континента и достига Япония, САЩ, Австралия и Латинска Америка. На групата са посветени многобройни фен сайтове на всякакви езици, както и значителен видеоматериал в YouTube.
Ванила Нинджа започва като дамска поп формация, но постепенно стилът ѝ се втвърдява и преминава към по-тежкия хардрок. За музиката на групата е характерно сложното наслагване на електрически китари със синтезирани звуци, вокали и специални ефекти. На сцената Ванила Нинджа обикновено използват 3 – 4 вокалистки, 2 – 3 китари, 2 синтезатора, бас и барабани. Често соло певиците се сменят на ротационен принцип в продължение на една и съща песен. Текстовете могат да бъдат както забавни и иронични (например Club Kung Fu или Rockstarz), така и тежки, разискващи сериозни социални и лични проблеми (например Polluter, I Know, Traces Of Sadness, Kingdom Burning Down, The Band That Never Existed).

## История

### Началото
„Ванила Нинджа“ е създадена през лятото на 2002 година като четиричленна дамска формация. Оригиналният състав се състои от Мааря Киви (Maarja Kivi, родена на 18 януари 1986 в Талин – вокали/бас), Ленна Куурмаа (Lenna Kuurmaa, родена на 26 септември 1985 в Талин – вокали/китара), Катрин Сиска (Katrin Siska, родена на 10 декември 1983 в Талин – вокали/клавир) и Пирет Йервис (Piret Järvis, родена на 6 февруари 1984 в Талин – вокали/китара). Макар всички членове да са на практика соло певици, най-често като такива се изявяват Мааря и Ленна. За създатели на групата се смятат компанията Top Ten и известният продуцент Свен Льомус.
Преди това всички членове имат солови изяви и участия в конкурси, но без кой знае какъв успех. Мааря и Ленна са приятелки в училище още преди създаването на „Ванила Нинджа“. А Катрин и Пирет не само седят на един чин, но дори си имат някаква собствена формация, в която танцуват и пеят. Според официалната версия на Top Ten за ядро на групата могат да се смятат Мааря и Ленна, а Свен Льомус добавя Катрин и Пирет впоследствие. Според други обаче, именно формацията на Катрин и Пирет може да се счита за предшественик на Ванила Нинджа. Самите „Нинджи“ изрично отричат да са група „произведена“ на кастинг от типа на Spice Girls например. По-късно в интервютата си Льомус също потвърждава тяхната версия. Най-точно за създаването ще се изрази Ленна: „Преди бяхме две по две приятелки, после станахме четири приятелки!“.
Скоро идва и първото изпитание за групата – естонската селекция на Евровизия 2003. Изпълнението на песента Club Kung Fu се оказва изключително успешно и е класирано на първо място от публиката. Според статистиката около половината от всички гласували зрители подкрепят „Ванила Нинджа“. Но тази година победителят на конкурса в Естония не се определя от публиката, а от жури, което класира песента предпоследна. Последвалата развръзка е логична – Club Kung Fu става огромен хит, а победителят, изпратен да представлява страната на Евровизия, се проваля.
Първият албум на групата Vanilla Ninja излиза през май 2003 година и съдържа песни на естонски и английски по музика на Свен и текстове на Пирет. Отчетени са десетки хиляди продадени бройки – сравнително много за страна с население от едва 1,3 милиона души. Следват успешни концерти из Естония и съседните ѝ държави. Избухва истинска „Ваниламания“, за която членовете на групата се оказват неподготвени. Подивели почитатели ги преследват навсякъде, чакат пред апартаментите им и дори звънят вкъщи на родителите им. Пазарът е залят от стоки с марката „Ванила Нинджа“ – като се започне от плакати, химикалки, дрехи и се стигне до сладкиши и дори сладолед.

### Експанзия в Европа
Успехът на групата е забелязан от известния немски продуцент Давид Брандес (работил с Крис Норман, E-Rotic, Bad Boys Blue и Грация). Според злите езици това се дължи на дългите месеци, през които мениджърът на „Ванила Нинджа“ Ренее Меристе го убеждава в таланта на момичетата. Все пак накрая Брандес е толкова впечатлен, че ги взима в собствения си лейбъл Bros Records. Следващият сингъл на групата Tough Enough (издаден на 8 декември 2003 година) е композиран лично от него. Под влиянието на Брандес „Ванила Нинджа“ грабват китарите и постепенно преминават в по-твърдия рок. Tough Enough достига добри позиции в класациите на Германия, Австрия, Швейцария и Финландия. Парчето става толкова популярно, че дори е включено в различни електронни игри.
Зареждат се хит след хит като Don't Go Too Fast, Liar, Metal Queen. Клиповете на Ванила Нинджа се завъртат по музикалните канали VIVA и MTV. Момичетата стават чести гости на шоу програми като Top Of The Pops, The Dome, Bravo Supershow и MC Chart Show. Статии и материали за групата се появяват в известни списания като Bravo, Popcorn, Yam, Deutschrock, Starflash, TV Star, In Style, Viva Bams и Tele. Издаденият през юни 2004 година албум Traces of Sadness не само шества из класациите на Европа (3-то място в Германия, 4-то в Австрия, 14-о в Швейцария и 1-во в Естония), но дори постига успехи в Бразилия и Япония. Триумфалното завръщане на групата в родината е ознаменувано от концерта Live In Estonia, издаден по-късно на DVD. Това е и най-големият концерт, организиран в страната дотогава. На него се събират 15 хил. зрители – огромно число за толкова малка държава.

### Мааря и Триину
Скоро след концерта, през юни 2004 година Мааря изненадващо обявява, че е бременна от мениджъра Ренее Меристе, че възнамерява да се омъжи за него, да напусне групата и да започне солова кариера, след като роди дъщеричката си. Това е огромен удар за нищо неподозиращите членове на „Ванила Нинджа“. Не само че групата губи главната си певица, но дори и способния си мениджър. С това си решение Мааря предизвиква разрив в отношенията си с Ленна и макар след години приятелството им да се възстановява, то никога не достига до предишното ниво.
Да се намери заместничка на Мааря не е лека работа. Нейният силен, остър и пронизителен глас може да достига невероятни височини. Все пак такава е намерена в лицето на младия фотомодел Триину Кивилаан (Triinu Kivilaan, родена на 13 януари 1989 във Вилянди). Макар гласът ѝ да е много по-слаб и нежен от този на Мааря, все пак тя се справя добре и с най-високите тонове. Освен това Триину до толкова прилича външно на напусналата певица, че почитателите се чудят дали не са сестри. Дори фамилните им имена Киви и Кивилаан си приличат и увеличават спекулациите за евентуалната им роднинска връзка.
По ирония на съдбата Триину изобщо не харесва рок музиката и се присъединява към групата само за да се прочуе. Освен това не може да се похвали със сериозни умения на баса (нейните любими инструменти са саксофон и пиано). Докато тя се научи да пее и свири всички песни на „Ванила Нинджа“, се налага останалите да излизат на сцената 2 месеца като трио. Това са и най-слабите изпълнения в кариерата им изобщо. Трудните времена сплотяват Ленна и Пирет, които се утвърждават като новото ядро на групата.
Все пак Триину е посрещната изключително добре от почитателите и скоро популярността ѝ сред тях става огромна. Следващият хит на групата When The Indians Cry представлява тъжна балада, записана като дует между Ленна и Триину. Тя се превръща в най-продавания сингъл на групата, достигайки номер 7 в австрийските и номер 8 в германските класации (през септември 2004 година).

### Евровизия за Швейцария
Въпреки че „Ванила Нинджа“ са сравнително популярни в Швейцария, едва ли някой очаква шокиращата новина, че те ще представляват страната на предстоящата Евровизия 2005. Първоначално групата е поканена от организаторите, които са впечатлени от клипа на When The Indians Cry. А след това чрез тайно гласуване представители на трите национални разпространителя определят победителя – „Ванила Нинджа“.
Швейцария има славна история от участия на Евровизия. Певицата Лиз Ася печели още първия конкурс през 1956 година. А след това самата Селин Дион донася победата през 1988. Въпреки това през последните години Швейцария страда от поредица от слаби резултати. Върхът на унижението е, когато през 2004 година Piero and the Musicstars завършват полуфинала с отчайващите 0 точки. Това кара организаторите да се огледат за група, която да е популярна не само в Западна, но и в Източна Европа.
Решението на комисията обаче е обявено за „скандално“ от мнозина известни швейцарски изпълнители и музикални специалисти. Според тях е чиста обида да бъдат представлявани от някаква си източноевропейска група, която няма нищо общо с Швейцария. Но комисията се защитава с думите, че все пак ще има някакъв швейцарски елемент в изпълнението. Композиторът на песента Давид Брандес, макар и да е германски гражданин, в действителност е роден в Швейцария и дори е ходил на училище там. Новината за избора на „Ванила Нинджа“ обаче създава не по-малко брожение и сред естонската общественост. В родината им „Ванила Нинджа“ са обявени за „национални предатели“, защото би трябвало да представляват собствената си страна, а не някаква чужда.
В разгара на страстите гръмва още един скандал. Макар Триину да твърди, че е на 17 години, скоро организаторите откриват истината – тя е едва 15-годишна. И като малолетна няма право да участва в конкурса. „Ванила Нинджа“ са близо до дисквалификация, но все пак организаторите решават да не отменят решението си. Оказва се, че Триину ще навърши 16 години преди датата на полуфинала на Евровизия. Затова няма опасност EBU да блокира представянето на групата.

### „Забраненият албум“
Докато новият сингъл Blue Tattoo покорява класациите на Европа, „Ванила Нинджа“ се отправят на азиатското си турне из Япония, Китай, Малайзия и Тайланд през ноември и декември 2004 година. След завръщането им са поканени в голямото шоу Your Stars For Christmas на музикалния канал VIVA, където изпълняват преработена версия на песента си When The Indians Cry със заглавие The Light Of Hope. Новият позитивен текст на баладата (написан от сръбския автор Самедин Ровчанин) прави такова впечатление на публиката, че песента достига 4-то място в класацията на MTV (през март 2005 година).
През май 2005 групата се завръща в класациите с противоречивия си сингъл I Know, посветен на болезнената тема за домашното насилие. Две седмици по-късно е издаден и третият албум – Blue Tattoo, съдържащ хитовете Cool Vibes и My Puzzle Of Dreams, който ще се запомни под името „забранения албум“, защото по същото време избухва най-големият скандал, в който групата е въвлечена.
Анонимен служител на Брандес разкрива, че е бил принуждаван от работодателя си да изкупува големи количества от дисковете на „Ванила Нинджа“, Грация и Virus Incorporation, за да повдигне техните позиции в германските класации. Доказателства за това скоро са намерени – различни музикални магазини свидетелстват, че имат отчетени стотици продажби от един и същи диск в един и същи ден. А следващите седмици нямат дори една продадена бройка от него. Скандалът е особено раздухан от медиите, защото песента на Грация Run and Hide печели германската селекция на Евровизия 2005 (изрично условие за песните участници в селекцията е да имат поне някакъв успех в класациите).
Самите „Нинджи“ си нямат никаква представа за манипулациите, извършвани от техния продуцент, и излизат с ненакърнено име от скандала. Но финансовите последствия са тежки – всички изпълнители на Bros Records са поставени под забрана първоначално за 3 седмици, а после и за още 3 месеца. Което означава, че албумът Blue Tattoo, достигнал 4-то място още през първата седмица след издаването си, е свален от германските класации точно когато е напът да ги оглави. Подобна е безрадостната съдба и на сингъла I Know. Компанията Bros Records губи договора си за разпространение със Sony BMG Music Entertainment, което означава, че дисковете на „Ванила Нинджа“ са спрени от много магазини, а клиповете и песните им престават да се излъчват от някои радиостанции и телевизии. На всичкото отгоре Давид Брандес е задължен да плаща наказателна такса в бъдеще за всеки диск, който би желал да бъде включен в класациите. Или с други думи продуцентът е изхвърлен от големия бизнес за доста дълго време.
Самият Брандес яростно обжалва забраната в съда. Заявява публично, че това е заговор, скроен му от големите играчи в бранша заради твърде значимите успехи на Bros Records напоследък. Според него не е нещо необичайно за дадена музикална компания да изкупува част от собствената си продукция за лично разпространение. Брандес твърди, че може да назове имената на много продуценти, които правят същото и припомня, че още мениджърът на „Бийтълс“ Брайън Епстайн прочува групата именно по този начин. Освен това и бройката от 30 хил. изкупени от него дискове на всички изпълнители на Bros Records е нищожно малка в сравнение с техните общи реални продажби. Въпреки тези аргументи обаче, съдът не отменя забраната. Седмици преди това „Ванила Нинджа“ обявяват, че сменят мениджмънта си.

### Евровизия 2005
Малко са кандидатите за Евровизия, които са били оплювани и унижавани до такава степен като „Ванила Нинджа“. Към личните обиди и нападки се присъединяват и критиките към песента Cool Vibes. Според мнозина музикални специалисти това не е хит, подходящ за конкурса. Странното заглавие на песента е английски превод от африкански диалект, на който словосъчетанието означава „бял тигър“. Мрачната готическа атмосфера на мелодията не предразполага зрителите да я запомнят от първия път. Според мнозина би било по-добре, ако „Ванила Нинджа“ се явят на конкурса с някоя балада в стил When The Indians Cry или с лека и приятна песен като Club Kung Fu. Пирет обаче отговаря в своите интервюта, че стилът на групата вече се е променил към по-тежък рок и останалите ще трябва да се съобразяват с този факт.
За нещастие, състезанието през тази година се оказва особено трудно. В Киев „Ванила Нинджа“ трябва да се състезават с изпълнители като Елена Папаризу (Гърция), Wig Wam (Норвегия) и Луминица Ангел (Румъния). Още по-интересно е, че техен конкурент от Естония е Suntribe – нова дамска група, създадена от Свен Льомус, а конкурент от Германия е Грация, която също се състезава с песен на Давид Брандес. Но „Ванила Нинджа“ правят изпълнение на полуфинала (19 май 2005 година). Излизайки на сцената с изцяло бели дрехи и китари, те впечатляват неимоверно зрителите, които се чудят защо неземно красиви момичета пеят мрачни песни за нещастия и смърт. Ленна изпълнява рефрена Cool vibes – why don't you kill me? с такъв патос, че състезанието се преобръща. След дълго инфарктно чакане резултатът от гласуването на зрителите е обявен – „Ванила Нинджа“ се класират на финал.
Всички онези, които предричат провал на групата, не познават. Изпълнението предизвиква невероятни реакции. Шведските медии обявяват „Ванила Нинджа“ за един от претендентите за първо място. Групата е сочена за наследник на легендарните АББА. Употребявани са епитети като „принцесите“ или дори „богините на рока“. Следващото им изпълнение на финала (21 май 2005 година) не е толкова силно, колкото това на полуфинала. Според някои просто „Нинджите“ си глътват гласовете от напрежение, според други на сцената изниква проблем с микрофоните. Но въпреки това гласуването потръгва по-добре от очакваното – групата се оказва на първо място във временното класиране. Родната Естония отговаря с максималните 12 точки. „Ванила Нинджа“ са подкрепени още от Скандинавия, Балтийските страни, Централна Европа и държавите от бившия Съветски съюз. Зад кулисите за подкрепа е дошъл и самият Брандес. На отхвърления продуцент не му е позволено да пътува до Киев с германската делегация, затова той пристига с швейцарската.
Но скоро идва и разочарованието – Германия им дава едва 4 точки, а Австрия – 0 точки. Когато Балканските държави започват да гласуват, резултатът се преобръща в полза на Елена Папаризу. Макар и да водят през голяма част от времето, в самия край „Ванила Нинджа“ отпадат на 8-о място. Според някои това може да се счита за провал, поради добрите шансове на групата да спечели състезанието. Но според други, 8-ото място си е успех, ако отбележим, че Suntribe например отпадат още на полуфинала, а Грация остава последна на финала. Статистически, това е най-доброто класиране на Швейцария след 1993 година и то осигурява на страната директно класиране на финал през следващата година (според тогавашния регламент на конкурса). Швейцарските изпълнители през следващите няколко години не успяват да повторят този успех.

### Най-доброто и най-лошото
Новите мениджъри от Stage Division скоро откриват сериозни пробойни в договорите на групата. Оказва се, че от високите тиражи и приходите от концерти момичетата не получават почти нищо. Брандес плаща единствено храната и хотелите, но останалото прибира в собствения си джоб. На всичкото отгоре „Ванила Нинджа“ често работят при унизителни условия, страдат от хронична преумора и дори понасят обиди от собствения си антураж. При заснемането на клипа на Blue Tattoo например, „Нинджите“ трябва да седят леко облечени върху истински ледници при ужасяващи минусови температури в Исландия. А по време на телевизионното шоу Après Ski Hits групата излиза да свири директно под снежната буря, докато клавирът на Катрин се покрива с тънък слой сняг. Не е изненадващо, че при този начин на живот здравето на момичетата се влошава значително – Пирет се оплаква от чести болки в стомаха, на Ленна откриват камъни в бъбреците, Катрин настива сериозно, а Триину припада в заведение за бързо хранене.
Първият разрив между Брандес и Stage Division възниква още при заснемането на клипа на Cool Vibes. По някаква причина визите на момичетата не са уредени и те не могат да заминат за Южна Африка, където ги чака снимачният екип и дори един нает бял тигър. Започват поредица от съдебни дела за всякакви възможни права и неизплатени суми, които се точат с години и които окончателно влошават отношенията между групата и Брандес. Вбесеният продуцент заявява публично, че Stage Division са „аматьори“ и това е „краят“ на кариерата на „Ванила Нинджа“. Но това се оказва вярно по-скоро за самия него отколкото за естонките.
В клипа на Cool Vibes Брандес смесва не само сцени от предишни клипове на групата, но и такива от видеото Mindmachine на Deine Lakaien без дори да поиска разрешение от създателите. Скоро следват и други разкрития, които окончателно разбиват ореола му на гениален композитор. Почитателите с разочарование забелязват, че много от хитовете на „Ванила Нинджа“ всъщност са рециклирани стари песни. When The Indians Cry например е писана от Брандес за Крис Норман. Don't Go Too Fast е плагиатствана от слабо известна група от САЩ. Но най-разочароващо е откритието, че My Puzzle Of Dreams всъщност е песента Save Me, създадена от Брандес за E-Rotic. Макар че My Puzzle Of Dreams никога не е издадена на сингъл, мнозина я смятат за най-големия хит на „Ванила Нинджа“ изобщо. Изпълнението на песента е връхна точка на всеки концерт на „Нинджите“ и дори самото споменаване на името ѝ предизвиква истерия. По-късно Ленна ще си спомни, че вложила цялата си душа в написването на текста, без да знае, че вече съществува такъв.
Въпреки забраната и многобройните скандали обаче, изпълнението на „Ванила Нинджа“ на Евровизия е прави огромно впечатление. През юни 2005 година Cool Vibes е издадена като сингъл и постига добри успехи в европейските класации. Песента е включена в DVD-то, посветено на конкурса, и се завърта по радиата и телевизиите на целия континент. През ноември групата окончателно скъсва с Bros Records и сключва договор с германския клон на Capitol Records (собственост на гиганта EMI). През декември „Нинджите“ вече са започнали работа по четвъртия си албум, когато с изненада научават от новините, че Брандес е издал без съгласието им компилация от хитове Best Of с прилежащо DVD и сингъл Megamix. Мнозина го смятат за необичайно, защото групата е твърде млада, за да има Best Of, а и това би могло да намали продажбите на предстоящия албум. Очевидно Брандес се опитва да изстиска последните възможни пари от „Ванила Нинджа“, което не се харесва на членовете ѝ. Пирет ще помоли публично почитателите да не купуват компилацията и сингъла, поради което те не достигат до комерсиален успех.
Голямото световно турне на групата приключва на 10 декември 2005 (рождения ден на Катрин) с грандиозен концерт в Saku Suurhall Талин с участието и на симфоничен оркестър. Концертът отбелязва края на една ера, която никога повече не се завръща. Това е първият път, когато групата изпълнява наведнъж всичките си хитове (включително Silence и Rockstarz, които още не са издадени). И последният път, когато Ванила Нинджа свирят заедно с Триину. Малко по-късно, през януари 2006 година младият фотомодел обявява официално, че напуска за огромен ужас на собствените си почитатели.
Триину така и не успява да се аклиматизира към групата. Тя не показва никакво влечение към рока и в крайна сметка останалите членове нямат желанието да я карат да върши нещо насила. След нейното напускане „Ванила Нинджа“ продължават като трио, без да се опитват да намерят нова басистка. Макар че раздялата се случва по взаимно съгласие и без раздори, все пак не се разминава без скандални статии в пресата. Триину прави и много лоша услуга на колежката си Мааря, която през това време изненадващо е сключила договор с Брандес и издава първия си сингъл Could You. Песента остава напълно незабелязана от почитателите на „Ванила Нинджа“, които са толкова уплашени от разпада на самата група, че изобщо не мислят за соловата кариера на бившата ѝ вокалистка.

## Дискография
- Включени са всички законно издадени дискове на групата и техните най-високи позиции в класациите на Естония, Германия, Австрия, Швейцария, Полша и Финландия.

### Албуми
| Година | Име               | Най-висока позиция | Най-висока позиция | Най-висока позиция | Най-висока позиция | Най-висока позиция |
| Година | Име               | Естония            | Германия           | Австрия            | Швейцария          | Полша              |
| ------ | ----------------- | ------------------ | ------------------ | ------------------ | ------------------ | ------------------ |
| 2003   | Vanilla Ninja     | 1                  | /                  | /                  | /                  | /                  |
| 2004   | Traces of Sadness | 1                  | 3                  | 4                  | 14                 | /                  |
| 2005   | Blue Tattoo       | 1                  | 4                  | 7                  | 4                  | 19                 |
| 2005   | Best Of           | /                  | /                  | /                  | 70                 | /                  |
| 2006   | Love Is War       | 1                  | 16                 | 29                 | 14                 | 48                 |

### Сингли
| Година | Име                       | Албум             | Най-висока позиция | Най-висока позиция | Най-висока позиция | Най-висока позиция | Най-висока позиция |
| Година | Име                       | Албум             | Германия           | Австрия            | Швейцария          | Финландия          | Европа             |
| ------ | ------------------------- | ----------------- | ------------------ | ------------------ | ------------------ | ------------------ | ------------------ |
| 2003   | „Club Kung Fu“            | Vanilla Ninja     | 95                 | —                  | —                  | —                  | —                  |
| 2003   | „Tough Enough“            | Traces of Sadness | 13                 | 16                 | 52                 | 11                 | 52                 |
| 2004   | „Don't Go Too Fast“       | Traces of Sadness | 23                 | 21                 | —                  | —                  | 83                 |
| 2004   | „Liar“                    | Traces of Sadness | 23                 | 22                 | 43                 | —                  | 76                 |
| 2004   | „When the Indians Cry“    | Traces of Sadness | 8                  | 7                  | 27                 | —                  | 35                 |
| 2004   | „Blue Tattoo“             | Blue Tattoo       | 9                  | 12                 | 22                 | —                  | 26                 |
| 2005   | „I Know“                  | Blue Tattoo       | 13                 | 17                 | 27                 | —                  | 45                 |
| 2005   | „Cool Vibes“              | Blue Tattoo       | 42                 | 58                 | 17                 | —                  | 91                 |
| 2005   | „Megamix“                 | Best Of           | 79                 | —                  | 66                 | —                  |                    |
| 2005   | „Silent Emotions (Japan)“ | Best Of           | —                  | —                  | —                  | —                  | —                  |
| 2006   | „Dangerzone“              | Love is War       | 21                 | 22                 | 18                 | —                  | 102                |
| 2006   | „Rockstarz“               | Love is War       | 86                 | —                  | —                  | —                  | —                  |

### DVD
- 2004 – Traces of Sadness (Live in Estonia)
- 2005 – Best Of: The Video Collection

### Аудио и видео
- YouTube – многобройни клипове и изпълнения на живо на групата
- MySpace Latinoamerica – официална страница, създадена от Broken Records International
- MySpace Germany – официална германска страница на Capitol Records (EMI)